# Шоу Опры Уинфри
«Шо́у О́пры Уи́нфри» (англ. The Oprah Winfrey Show) — американское синдикационное ток-шоу, созданное и произведенное Опрой Уинфри. Оно выходило в течение 25 сезонов, с 1986 по май 2011 года. Шоу оказывало большое влияние на поп-культуру в США.  

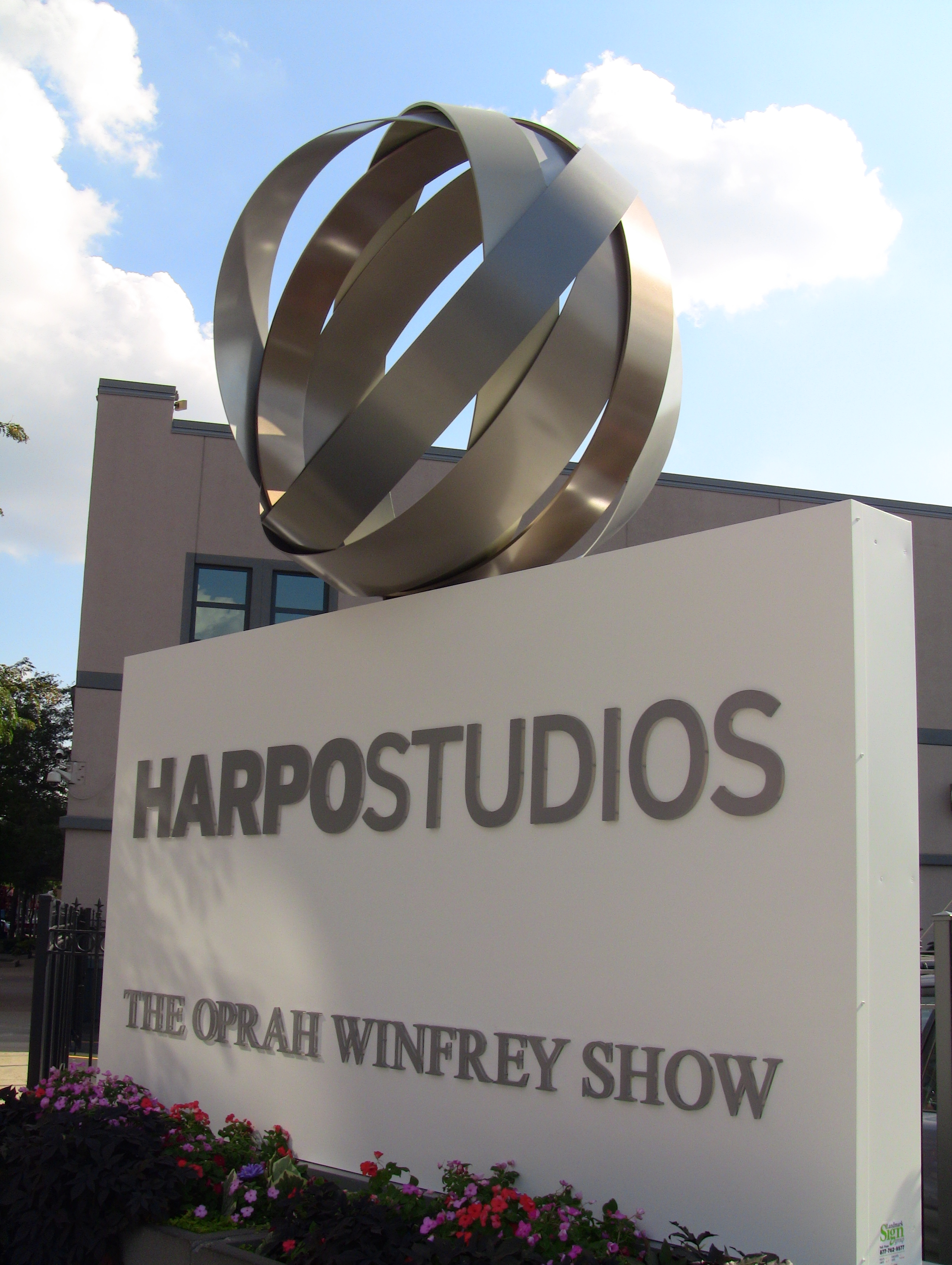
Логотип студии-производителя шоу

Шоу показывалось в 146 странах. Проект является самым длительным ток-шоу в США и насчитывает 4561 эпизод, разделённых на 25 сезонов. Последний оригинальный эпизод шоу вышел в эфир 25 мая 2011 года. В 2002 году шоу было включено в список «50 величайших шоу в американской истории по версии TV Guide».

## История
Шоу начало выходить в Чикаго (Иллинойс) в качестве получасового местного утреннего шоу. Первый выпуск вышел в эфир 2 января 1984 года и за короткий срок начал лидировать в рейтингах. 8 сентября 1986 года шоу обрело название «The Oprah Winfrey Show», ставшее мировым брендом, и начало выходить в эфир на национальном уровне.
В сезоне 2008—2009 шоу стало одним из первых ток-шоу, начавших вещание в высокой чёткости. В интервью 2008 года Опра заявила, что закроет своё шоу в 2011 году, после 25 сезонов. 1 января она начала новую главу в своей жизни с запуском собственного телеканала «OWN».